# Skå IK
Le Skå IK est un club de hockey sur glace de Skå en Suède. Il évolue en Division 2, troisième échelon suédois.

## Historique
Le club est créé en 1934.

## Palmarès
- Aucun titre.